# André Wicky
André Wicky (ur. 22 maja 1928 roku w Lozannie zm. 14 maja 2016) – szwajcarski kierowca wyścigowy.

## Kariera
Wicky rozpoczął karierę w międzynarodowych wyścigach samochodowych w 1960 roku od startu w klasie GT 2.0 24-godzinnego wyścigu Le Mans, którego nie ukończył, ale w swojej klasie uplasował się najwyżej w klasyfikacji generalnej. W latach 1961, 1966-1971, 1973-1974 kontynuował starty w 24-godzinnym wyścigu Le Mans. Jednak nigdy nie dojechał do mety. W 1961 został sklasyfikowany na drugiej pozycji w klasie GT 2.0, a w 1974 na pierwszym miejscu w klasie P 2.5. W latach 1961–1967 startował także w wyścigach rozgrywanych według reguł Formuły 1, ale nie zaliczanych do mistrzostwa. Zaliczył starty w Grand Prix Pau, Grand Prix Syrakuz, Grand Prix Rzymu oraz Grand Prix Morza Śródziemnego.